# Грессан
Грессан (фр. Gressan) — коммуна в Италии, располагается в автономном регионе Валле-д’Аоста.
Население составляет 3135 человек (2008 г.), плотность населения составляет 126 чел./км². Занимает площадь 25 км². Почтовый индекс — 11020. Телефонный код — 0165.
Покровителем коммуны почитается святой первомученик Стефан, празднование 26 декабря.

## Демография
Динамика населения: